# Mu'ávija I.
Mu‘ávija I. (?602, Mekka – 6. května 680, Damašek), první chalífa a zakladatel dynastie Umajjovců vládnoucí v letech 661–680. Vítěz v občanské válce s Alím a jeho potomky. Velmi schopný velitel a diplomat.

## Mládí
Mu’ávija se narodil v Mekce. Příslušel do rodu Umajjovců, kteří byli významnou součástí kmene Kurajšovců. Jeho otcem byl Abú Sufján, jedna z vůdčích osobností Mekky. V době Muhammadových prvních zjevení se Umajjovci postavili proti Prorokově učení a zůstali až do dobytí Mekky muslimy roku 630 v přímé vojenské rezistenci. Ovládnutí Mekky způsobilo konec odporu a rod Umajjovců se přihlásil k nové víře. Islám tehdy přijal i Abú Sufján a jeho syn Mu’ávija.
Mu’ávija přistoupil k islámu, až když odpor nebyl možný. Pravděpodobně tak učinil z vypočítavosti, nikoliv z náboženské horlivosti, což bylo Umajjovcům často připomínáno jejich odpůrci. Jisté však je, že Prorok tak získal na svou stranu jednoho z vynikajících mužů a schopných velitelů.

## Období volených chalífů
Po Muhammadově smrti došlo mezi jeho blízkými k dohodě a chalífou se stal Abú Bakr. Za jeho vlády v letech 632–634 se Mu’ávija účastnil bojů na byzantském pomezí v Palestině pod vedením svého bratra Jazída ibn Abú Sufjána. Podařilo se mu získat významný post v armádě a za druhého chalífy Umara roku 640 osobně velel vojskům, která dobyla palestinskou Caesareu. Ve stejném roce zemřel jeho bratr Jazíd na mor, což mu umožnilo stát se místodržícím v Sýrii.

### Správce v Sýrii
Mu’ávija si za sídelní město zvolil syrský Damašek. Záměrně posiloval svou pozici jednak pravidelnými každoročními nájezdy svých jednotek do byzantské Anatolie, jednak řešením problémů mezi znesvářenými arabskými kmeny. Trvalým problémem pro Mu’áviju však bylo byzantské loďstvo, které stále ovládalo moře a neustále napadalo pobřežní oblasti. Za vlády chalífy Uthmána proto nechal Mu’ávija po dohodě s egyptským místodržícím budovat válečné loďstvo, které poté ovládlo východní Středomoří a roku 655 porazilo byzantskou flotilu u pobřeží Lýkie.

### Občanská válka, boj s Alího stranou (šíity)
Roku 656 byl chalífa Uthmán zavražděn a jeho nástupce Alí ibn Abí Tálib nebyl schopen potrestat jeho vrahy. Mu’ávija nechal v Damašku vyvěsit Uthmánovu zkrvavenou košili, prohlásil se za mstitele, přičemž došlo k občanské válce. Roku 657 se Mu’ávijova a Alího vojska střetla v Mezopotámii v bitvě u Siffínu. Mu’ávija by pravděpodobně prohrál, ale uplatnil své diplomatické umění a lest, když uprostřed bitvy nechal na zbraně svých vojáků v předních liniích připevnit korán. To přimělo fanatiky v Alího armádě zastavit boj, čímž získal čas.
Diplomatická jednání po bitvě u Siffínu znamenala potvrzení Mu’ávijovy pozice jako syrského místodržícího, zatímco vliv chalífy Alího byl značně omezen vzpourou v jeho vlastním táboře. Podařilo se mu na svou stranu získat Egypt, kde byl místodržícím Amr ibn al-Ás. Roku 659 uzavřel Mu’ávija příměří s Byzantskou říší a zavázal se platit Konstantinopoli roční tribut. Tím si kryl záda, aby se roku 660 nechal prohlásit v Jeruzalémě chalífou. Alí byl poté na počátku roku 661 zabit jedním cháridžovcem.
Alího strana (šíité) se poté snažila prosadit do čela chalífátu jeho syna Hasana. Ten však neměl schopnosti svého otce a po drobném střetu kdesi na hranicích Sýrie navázal diplomatická jednání s Mu’ávijou. Ten ho přiměl k rezignaci, finančně ho zabezpečil a umožnil mu dožít svůj krátký život v Medíně. V létě 661 pak Mu’ávija slavnostně vstoupil do Kúfy – centra Alího strany.

## Chalífa

### Vnitřní politika
Mu’ávija převzal teritoriálně ustálenou říši, v době jeho vlády došlo ke stabilizaci centrální moci a zklidnění vnitřních poměrů. Centrum chalífátu se přesunulo do Damašku, který se stal hlavním centrem. Chalífa zde měl vybudované zázemí a mohl si být jist loajalitou zdejších poddaných. Důležitým faktorem byly také zkušenosti, kterých nabyl v předchozích dvaceti letech jako správce této oblasti.
Za Mu’ávijovy vlády došlo k přetvoření celého chalífátu. Bývalý polonomándský styl života, anarchie a primitivní náboženská správa ustoupily budování státního zřízení se silným úřednickým aparátem tvořeným věrnými, oddanými, schopnými a spolehlivými osobami. Chalífa vycházel ze zkušenosti, které měl se syrskými Araby, kteří byli zvyklí na původní byzantskou správu, jež jim dávala kázeň a kulturní i sociální vyspělost. Tyto poddané pak často využíval při upevňování umajjovské moci v odlehlejších provinciích.
Smrtí Uthmánovou se Mu’ávija také poučil. Rozhodl se, že nebude příliš protežovat vlastní rod. Umajjovský místodržící tak přibyl pouze v jejich rodném Hidžázu. Naopak uplatňoval při správě jednotlivých provincií osoby z jiných rodů, často i muže schopné a původem neurozené. Tito úředníci se pak prosadili zejména v oblasti Mezopotámie, kde stále propukaly nepokoje díky stoupencům šíi a cháridži.
Damašský dvůr se také začal proměňovat. Primitivní rituály nomádů byly zcela odstraněny. Chování chalífy jako vládce se zcela změnilo. Byl vytvořen reprezentativní dvůr, který se podobal byzantskému vzoru, avšak nedošlo ke vzniku panovnického absolutismu, náčelníci arabských kmenů měli k chalífovi stále přístup a účastnili se hromadných návštěv dvora.
Nově byl zreformován systém financování. Mu’ávija provedl revizi vyplácených rent, budoval a obnovoval zavlažovací kanály, nechal kopat studny a stavět přehrady. Hodlal tak zvýšit příjmy státu, který musel vydávat stále větší prostředky na administrativu, armádu a loďstvo.

### Zahraniční politika
Jedním z velkých plánů, které Mu’ávija měl, byla expanze na úkor Byzantské říše. Příměří, které panovalo od války s Alím, bylo porušeno po roce 666 díky divokým nomádským kmenům sídlícím severně od Antiochie. Již roku 668 vpadlo arabské vojsko do Anatolie a postoupilo až k Chalkédónu. Od roku 669 pak začalo první arabské obléhání Konstantinopole, které s přerušením probíhalo v letech 669–679.
Arabové roku 669 překročili Bospor a poprvé zaútočili na Konstantinopol. Jejich vojsko však bylo odraženo, a poté nedaleko města téměř zničeno v bitvě u Armoria.[zdroj?] Roku 672 se pokusili Arabové o námořní útok na město, byli ale zastaveni v bitvě u Kyziku. V tomto střetnutí byl pravděpodobně poprvé použit tzv. řecký oheň. Hned následujícího roku se Arabové vrátili, aby se pokusili o námořní blokádu a obléhání. Jejich bojová plavidla opět utrpěla značné ztráty vlivem řeckého ohně. Obléhání a blokáda s přerušením trvaly do roku 677. Poté bylo arabské loďstvo zničeno v bouři u města Syllaion při jižním pobřeží Malé Asie. Poté Mu’ávija požádal o mír, který byl uzavřen roku 679, a zavázal se k vyklizení Kypru, zachování míru po dobu třiceti let a k platbě ročních poplatků.
V severní Africe byl jmenován místodržícím Ukba ibn Nafi al-Fihrí. Roku 670 pronikl přes území Kyrenaiky a Tripolska na území současného Tuniska, kde roku 670 založil vojenský tábor Kajruán (současný Kajruván). Jeho postup byl však zastaven odporem místních byzantských posádek s centrem v Kartágu a Berbery sídlícími v oblasti.
Také na východní hranici byla obnovena expanze. Po pádu Perské říše a smrti jejích vládce Jazdkarta III. došlo po roce 652 k obnovení postupu v Afghánistánu a roku 664 byl dočasně ovládnut Kábul. Arabové také postupovali podél pobřeží Indického oceánu a v letech 661–663 pronikli do povodí dolního Indu. Tyto akce byly ukončeny v letech 674–676 vpádem do Transoxiany, kde Arabové dočasně obsadili Bucharu a Samarkand. Toto tažení uspělo hlavně díky dočasné slabosti čínské dynastie Tchang, která byla tehdy díky Tibeťanům odříznuta od svých západních provincií.

## Smrt a nástupnictví
Mu’ávija zemřel roku 680, ještě před svou smrtí určil za nástupce svého syna Jazída I. Přesto, že se snažil přimět stále žijící současníky Muhammadovy, aby tento akt přijali, nesetkal se s pochopením a došlo k další občanské válce.